# Tripyloididae
Tripyloididae  (лат.) — семейство мелких круглых червей из класса Enoplea (Enoplida).

## Описание
Мелкие круглые черви. Морские, пресноводные и наземные свободноживущие нематоды. Микробофаги. Отличаются вентрально закрученными кольцевидными или петлевидными амфидами. Передние сенсиллы расположены в 2 круга. Рот имеет 3 губы. Стома бочковидная. Головной капсулы нет. Кутикула гладкая. Пищевод мускулистый, обычно имеет цилиндрическую форму.

## Систематика
Существуют разные трактовки систематического положения группы. Первоначально таксон был выделен в 1928 году русским и советским гельминтологом Иваном Николаевичем Филипьевым (1889—1938) и назван им Tripyloididae Filipjev, 1928. 
Семейство рассматривается или в монотипических подотряде Tripyloidina и надсемействе Tripyloidoidea в составе отряда Enoplida, или в составе отряда Araeolaimida, или выделяется в отдельный отряд Tripyloidida. 
В ранге подотряда Tripyloidina (Smol et al., 2014) включает 6 родов.
- Подотряд Tripyloidina De Coninck, 1965[9]
  - Надсемейство Tripyloidoidea Filipjev, 1928[9]
    - Семейство Tripyloididae (6 родов)[4][10]
      - Arenasoma Yeates, 1967
      - Bathylaimus Cobb, 1894
      - Gairleanema Warwick & Platt, 1973
      - Ingenia Gerlach, 1957
      - Paratripyloides Schuurmans-Stekhoven, 1950
      - Tripyloides de Man, 1886

В ранге отдельного отряда Tripyloidida его рассматривал в 2007 году Майк Ходда, который в 2011 году в обзоре общей классификации всех круглых червей подтвердил своё мнение (к тому времени семейство включало более 50 видов):
- Отряд Tripyloidida Hodda, 2007
  - Подотряд Tripyloidina De Coninck, 1965
    - Надсемейство Tripyloidoidea De Coninck & Schuurmans Stekhoven, 1933 (De Coninck 1965)
      - Семейство Tripyloididae